# Poids mi-mouches
Pour les articles homonymes, voir Poids (homonymie).
Poids mi-mouches est une catégorie de poids en sports de combat.
En boxe anglaise professionnelle, elle concerne les athlètes pesant entre 47,128 kg (105 livres) et 48,988 kg (108 livres). En boxe amateur masculine (olympique), la limite est fixée entre 46 kg et 49 kg. La catégorie amateur féminine (45-48 kg) n'est pas ouverte aux femmes pour les Jeux Olympiques 2012 et 2016.

## Boxe professionnelle

### Titre inaugural
| Organisation | Boxeur             | Date             |
| WBA          | Jaime Rios         | 23 août 1975     |
| WBC          | Franco Udella      | 4 avril 1975     |
| IBF          | Dodie Boy Penalosa | 10 décembre 1983 |
| WBO          | José de Jesús      | 19 mai 1989      |

## Boxe amateur

### Champions olympiques
- Moins de 48 kg :
  - 1968 -  Francisco Rodríguez
  - 1972 -  György Gedó
  - 1976 -  Jorge Hernández
  - 1980 -  Shamil Sabirov
  - 1984 -  Paul Gonzales
  - 1988 -  Ivailo Marinov
  - 1992 -  Rogelio Marcelo
  - 1996 -  Daniel Petrov
  - 2000 -  Brahim Asloum
  - 2004 -  Yan Bartelemí
  - 2008 -  Zou Shiming
- Moins de 49 kg :
  - 2012 -  Zou Shiming
  - 2016 -  Hasanboy Dusmatov